# RICO
«RICO» es el octavo episodio de la primera temporada de la serie de televisión estadounidense de AMC Better Call Saul, la serie derivada de Breaking Bad. El episodio se emitió el 23 de marzo de 2015 en AMC en Estados Unidos. Fue escrito por Gordon Smith, y dirigido por Colin Bucksey. Fuera de Estados Unidos, se estrenó en el servicio de streaming Netflix en varios países. El episodio lleva el nombre de la Ley RICO.

## Trama

### Introducción
En una analepsis, Jimmy trabaja como empleado de correo para Hamlin, Hamlin & McGill. Recibe un aviso de que ha aprobado el examen para ejercer abogacía e informa las buenas noticias a Chuck. Espera ser contratado por la firma como abogado, pero un Chuck vacilante responde que la contratación debe ser autorizada primero por los otros socios. Durante una celebración en la oficina, Howard le dice a Jimmy que la empresa no lo contratará de inmediato, y dice que los socios volverán a examinar la solicitud de Jimmy en seis meses.

### Historia principal
Jimmy sospecha cuando un cliente menciona que su hogar de ancianos, Sandpiper Crossing, controla sus pagos de pensión y Seguridad Social al darle una asignación mensual de USD $500, restar tarifas y poner el resto en ahorros. Al revisar sus facturas, las sospechas de Jimmy crecen y comienza a revisar facturas de otros residentes. Jimmy y Chuck analizan los documentos y encuentran evidencia de que Sandpiper Crossing sobrefactura sistemáticamente a los residentes, haciendo que la compañía sea culpable de fraude. Chuck sugiere que hay motivos para una demanda colectiva, y alienta a Jimmy a seguir buscando evidencia.
Jimmy es rechazado en la recepción de Sandpiper Crossing, lo que le impide ver a sus clientes o encontrarse con posibles nuevos clientes. Puede escuchar que papeles se están triturando en una oficina cercana y va al baño a escribir apresuradamente una carta de demanda en papel higiénico, que informa a Sandpiper Crossing que cese la destrucción de documentos. Le entrega la carta a una gerente mientras lo escoltan fuera de las instalaciones, y luego hurga en un contenedor de basura con la esperanza de encontrar más evidencia. Encuentra bolsas de plástico que contienen el papeleo triturado, que Chuck y Jimmy clasifican y juntan para recuperar un documento incriminatorio. Con un caso sólido contra Sandpiper Crossing, Chuck decide convertirse en el coabogado de Jimmy en el caso, y los abogados de Sandpiper Crossing acuerdan una reunión.
Mike cuida a Kaylee por el día. Cuando Stacey regresa del trabajo, le pregunta a Mike qué hacer con el dinero del soborno que Matt escondió en su maleta. Mike le dice que debería usarlo para ella y su hija para que pueda salir algo bueno. Stacey le dice a Mike que incluso si lo usa, todavía no tiene suficiente para cubrir los gastos de subsistencia para Kaylee y ella misma. Mike regresa con el Dr. Caldera para aceptar su oferta anterior de trabajo ilegal. Le da a Kaylee el perro que usó para encubrir su visita a Caldera, y le promete a Stacey que cubrirá los costos de mantenerlo.
Los abogados de Sandpiper Crossing niegan que la compañía estafe a los residentes, pero admiten que algunos fueron sobrefacturados. La compañía ofrece USD $100,000 para compensarlos, pero Jimmy presenta evidencia de que Sandpiper Crossing se dedica al comercio ilícito interestatal, lo que los hace elegibles para un caso RICO. Chuck exige que Sandpiper Crossing pague USD $20 millones, lo que sus abogados rechazan. Mientras Chuck y Jimmy se preparan para llevar el caso a los tribunales, un Jimmy agotado deja algunos documentos en su automóvil. Ocupado con su trabajo, Chuck sale casualmente de su casa para recuperar los documentos, sin ninguna de las precauciones habituales que toma debido a su hipersensibilidad electromagnética. Jimmy se queda sin palabras mientras observa desde el interior de la puerta principal, luego dice suavemente el nombre de Chuck, que se sorprende de repente al darse cuenta de dónde está y la caja de papeles cae de sus manos.

## Producción
Este fue el segundo episodio escrito por Gordon Smith y dirigido por Colin Bucksey, respectivamente.

## Recepción
Al emitirse, el episodio recibió 2,87 millones de espectadores en Estados Unidos, y una audiencia de 1,3 millones entre adultos de 18 a 49 años.
El episodio recibió una recepción generalmente positiva de los críticos. En el sitio web Rotten Tomatoes, basado en 19 reseñas, recibió un índice de aprobación del 95% con un puntaje promedio de 7,7 de 10. El consenso del sitio dice, «El episodio «RICO» presenta un intrigante caso de fraude mientras proporciona una historia de fondo perspicaz a los inicios improbables de Jimmy como un abogado». Roth Cornet de IGN le dio al episodio una calificación de 8,8, concluyendo: «Con «RICO», Better Call Saul sienta las bases para las circunstancias que probablemente transformarán al dulce Jimmy McGill en el endurecido Saul Goodman». The Telegraph calificó el episodio con 4 estrellas de 5.